# Jewelle Gomez
Pour les articles homonymes, voir Gomez.
Jewelle Gomez, née le 11 septembre 1948 à Boston dans le Massachusetts, est une écrivaine, poète, critique et dramaturge Afro-Américaine. Elle vit à New York pendant 22 ans, travaillant à la télévision publique, pour le théâtre et la philanthropie, avant de déménager sur la Côte ouest. Ses écrits — fiction, poésie, essais et critiques culturelles — sont publiés dans des médias féministes et grand public. Son travail se concentre sur les expériences des femmes, en particulier celles des femmes LGBTQ de couleur. Elle est interviewée au cours de plusieurs documentaires axés sur les droits et la culture LGBT.

## Contexte
Jewelle Gomez naît le 11 septembre 1948 à Boston, Massachusetts, de Dolores Minor LeClaire, infirmière, et John Gomez, barman. Gomez est élevée par son arrière-grand-mère, Grace, née sur une terre indienne dans l'Iowa, d'une mère afro-américaine et d'un père Iowa (ou Ioway),. Grace retourne en Nouvelle-Angleterre avant l'âge de 14 ans, à la mort de son père, puis elle épouse John E. Morandus, un Wampanoag descendant de Massasoit, le sachem qui a donné son nom au Massachusetts.
Ayant grandi dans les années 1950 et 1960, Gomez est façonnée socialement et politiquement par les liens familiaux étroits avec son arrière-grand-mère, Grace, et sa grand-mère Lydia. Leur récit de l'indépendance ainsi que leur marginalisation dans une communauté afro-américaine traversent tout son travail. « Grace A. », histoire courte qui figure dans sa collection Don't Explain, en est l'un des premiers exemples,. Au cours de ses études secondaires et universitaires à l'université du Nord-Est, Gomez s'implique dans les mouvements politiques et sociaux Noirs, ce qui se reflète dans une grande partie de ses écrits. Elle reçoit une bourse de la Fondation Ford pour étudier à la Columbia University Graduate School of Journalism. Les années suivantes à New York, elle travaille pour le théâtre Noir et participe notamment aux ateliers du Frank Silvera Writers Workshop. Pendant de nombreuses années, elle est régisseuse de productions pour le Off-Broadway. Parallèlement, elle milite au sein du mouvement féministe lesbien et publie dans des magazines. Elle est membre de Conditions, un magazine littéraire féministe lesbien. Ses écrits plus récents reflètent davantage son héritage amérindien (américains natifs, Ioway, Wampanoag).

## Écriture
Se décrivant comme une possible « aïeule de l'Afrofuturisme », Gomez est l'auteure de sept livres, dont The Gilda Stories, qui remporte deux Prix Lambda Literary en 1991, catégorie fiction et science-fiction,,. Ce roman publié en 1991 (Firebrand Books), repositionne la mythologie traditionnelle du vampire dans une perspective féministe lesbienne. C'est l'aventure d'une esclave afro-américaine lesbienne évadée, qui a plus de deux cents ans. Selon l'érudite Elyce Rae Helford « Chaque étape du voyage personnel de Gilda est également une étude de sa vie liée à plusieurs communautés, toutes en marge de la grande bourgeoisie blanche américaine ». Elle est l'auteure de l'adaptation théâtrale de The Gilda Stories, intitulée Bones and Ash. La pièce part en tournée en 1996 et elle est jouée dans treize villes américaines par l'Urban Bush Women Company. L'édition du 25e anniversaire de The Gilda Stories comprend une nouvelle préface écrite par Gomez ainsi qu'une postface écrite par Alexis Pauline Gumbs.
Ses autres livres incluent Don't Explain, une collection de courtes histoires de fiction,  43 Septembers, une collection d'essais personnels politiques ; et Oral Tradition: Selected Poems Old and New. Dans chacune de ces séries, Gomez présente une approche spécifique, qui, selon John Howard, est un moyen de démontrer les « liens entre les luttes pour la liberté actuelles et les mouvements sociaux et politiques des générations précédentes ».
Gomez rédige des critiques littéraires et cinématographiques pour de nombreuses publications, dont The Village Voice, le San Francisco Chronicle, Ms., The New York Times, Essence Magazine et The Black Scholar,. Elle remercie particulièrement The Village Voice de l'avoir aidée à s'affirmer comme écrivaine. Pendant plus de deux décennies, elle est fréquemment interviewée dans des périodiques et des revues, dont un article d'Advocate en septembre 1993, dans lequel l'écrivaine Victoria Brownworth parle des origines de son écriture et de ses intérêts politiques. Dans le Journal of Lesbian Studies (Vol. 5, n°3), elle est interviewée pour un numéro spécial intitulé « Funding Lesbian Activism ». Cette interview fait le lien entre sa carrière philanthropique et ses racines politiques. Elle est également interviewée pour le film de 1999 After Stonewall produit et écrit par John Scagliotti.
Gomez écrit un roman comique, Televised, racontant la vie des survivants du mouvement nationaliste noir, qui est extrait de l'anthologie de 2002 Gumbo : An Anthology of African American Writing, édité par Marita Golden et E. Lynn Harris,.
Elle écrit une pièce sur James Baldwin, Waiting For Giovanni, en 2010, en collaboration avec Harry Waters Jr., acteur et professeur au département théâtral du MacAlester College. Plusieurs lectures ont lieu : à San Francisco à l'Intersection for the Arts ; lors d'un séminaire sur Baldwin au Carleton College à Northfield, au Minnesota, au Yellow Springs Writers Workshop en Ohio, en 2009, au AfroSolo Festival et au National Black Theatre Festival, au New Conservatory Theatre Center de San Francisco en 2011,,. Gomez et Waters sont interviewés sur la radio publique Fresh Fruit sur KFAI par l'animatrice Dixie Trechel en 2008.
Gomez contribue à Radical Hope : Letters of Love and Dissent in Dangerous Times, édité par Carolina De Robertis et publié par Vintage Books en 2017. Dans cette anthologie, sa lettre, « Pas un moment mais un mouvement », est un hommage à son arrière-grand-mère maternelle, qu'elle appelle « Grace A. » En mai 2017, Gomez, avec d'autres contributeurs, lit son travail lors de la soirée de lancement du livre Radical Hope, à la librairie Laurel à Oakland.
Ses écrits récents sont Unpacking in Ptown, la troisième pièce de la trilogie « Words and Music ». La première de la pièce devrait avoir lieu au New Conservatory Theatre Center de San Francisco à l'automne 2021.
Les archives de Jewelle Gomez sont consultables sur Online Archive California.

## Anthologies
Sa fiction et sa poésie figurent dans plus d'une centaine d'anthologies. Parmi celles-ci :
- (en) Sheree Thomas (éd.), Chicage 1927, Jewelle Gomez dans Dark Matter: A Century of Speculative Fiction from the African Diaspora, Aspec, 2001 (1re éd. 2000), 427 p. (ISBN 0446677248, présentation en ligne) première anthologie de fiction spéculative noire[32]
- (en) Barbara Smith (éd.), Jewelle Gomez (co.) et al., Home Girls: A Black Feminist Anthology, Rutgers University Press, 2000 (1re éd. 1983), 404 p. (ISBN 0813527538, présentation en ligne)
- (en) Margaret Busby (éd.), Daughters of Africa, Ballantine Books, 1994, 1093 p. (ISBN 0345382684, présentation en ligne)
- (en) Robert Haas (éd.), David Lehman (séries éd.), My Chakabuku Mama: a comic tale, Jewelle Gomez dans The Best American Poetry, Scribner Book Company, 2001, 287 p. (ISBN 0743203844, lire en ligne)[33]

## Militantisme
L'engagement militant de Gomez pour les droits des LGBTQ est « fondé sur l'histoire de la race et du genre en Amérique ». Dans « The Marches », un essai de Don't Explain, elle écrit « Aucun de nous ne devrait sentir que nous pouvons laisser quelqu'un derrière dans la lutte pour la libération »,.
Gomez est assistante de production au sein de l'équipe d'origine de Say Brother (maintenant Basic Black ), l'une des premières émissions de télévision noires hebdomadaires (WGBH-TV Boston, 1968),. Elle est membre du conseil fondateur de la Gay and Lesbian Alliance Against Defamation (GLAAD) en 1984.
Elle siège aux premiers conseils d'administration de l'Astraea Lesbian Foundation et de l'Open Meadows Foundation, associations consacrées au financement des organisations et des activités des femmes. Elle est membre du conseil d'administration des Human Sexuality Archives de l'Université Cornell et du conseil consultatif du James Hormel LGBT Center de la principale bibliothèque publique de San Francisco. Elle est membre du collectif philanthropique fondé à San Francisco en 1998, appelé 100 Lesbians and Our Friends. Le groupe, cofondé par Andrea Gillespie et Diane Sabin, est conçu pour éduquer les lesbiennes culturellement peu formées - en tant que femmes - sur l'utilisation de l'argent et les avantages de la philanthropie. La philosophie de faire des « cadeaux extensibles » (sans réduire les contributions déjà faites) aux groupes et projets lesbiens a permis de recueillir plus de 200 000 $ en deux ans.
Elle est oratrice à l'Université de Californie Berkeley 's Women and Gender Studies Commencement, à l'Université de Californie à Los Angeles Queer Commencement, et a été conférencière principale à deux reprises pour la Gay Pride à New York et en tant qu'hôte pour la Pride San Francisco.
En 2008, Gomez et sa compagne, le Dr Diane Sabin, font partie des plaignantes contre l'État de Californie pour obtenir la légalisation du mariage homosexuel. L'affaire est portée devant les tribunaux par le procureur de la ville de San Francisco, le National Center for Lesbian Rights (NCLR) et l'American Civil Liberties Union (ACLU). Gomez écrit beaucoup sur les droits LGBT  depuis les années 1980, y compris des articles sur l'égalité des droits au mariage dans Ms. et elle est abondamment citée au cours de l'affaire. En mai 2008, la Cour suprême statue en faveur des plaideurs, autorisant le mariage entre personnes de même sexe dans l'État de Californie. Les cérémonies peuvent légalement commencer 30 jours après le vote de la loi, ce qui permet aux municipalités d'apporter des modifications administratives. Gomez et Sabin font partie des 18 000 couples mariés en Californie avant le référendum sur la Proposition 8, qui interdit de nouveaux mariages homosexuels en Californie. Cette proposition, approuvée par les électeurs le 4 novembre 2008, est annulée par la Cour d'appel le 26 juin 2013, autorisant à nouveau légalement ces mariages.

## Carrière
Ancienne directrice exécutive du Poetry Center et des American Poetry Archives de l'Université d'État de San Francisco, elle mène également une longue carrière de philanthrope. Elle a été directrice des subventions pour l'équité culturelle à la Commission des arts de San Francisco et directrice du programme de littérature pour le Conseil des arts de l'État de New York.
Elle donne des conférences et enseigne dans de nombreuses institutions d'enseignement supérieur, notamment l'Université d'État de San Francisco, le Hunter College, l'Université Rutgers, le New College of California, le Grinnell College, le San Diego City College, l'Université d'État de l'Ohio et l'Université de Washington à Seattle. Elle a été directrice du programme de littérature au New York State Council on the Arts et de Cultural Equity Grants à la San Francisco Arts Commission. Elle a également été directrice exécutive du Poetry Center et d'American Poetry Archives à l'Université d'État de San Francisco.
En 2012, elle est directrice des subventions et des initiatives communautaires pour la Fondation Horizons, la plus ancienne fondation lesbienne, gay, bisexuelle et trans des États-Unis. Elle a également été présidente de la Commission des bibliothèques publiques de San Francisco,.

## Récompenses et honneurs
- Golden Crown Literary Society Trailblazer Award 2016 pour l'ensemble de son œuvre dans le domaine de la littérature lesbienne[43].
- Deux Prix Lambda Literary, catégorie fiction et science-fiction pour The Gilda Stories[10],[45]
- Bourse en littérature du National Endowment for the Arts[7].
- Deux bourses du California Arts Council[7].
- Participation à des panels littéraires pour le National Endowment for the Arts, l'Illinois Arts Council et le California Arts Council[7].

## Œuvres choisies
- (en) The lipstick papers, New York N.Y., Grace Publications, 1980 (OCLC 61524862)
- (en) Flamingoes & Bears: Poems, Grace Publications, 1986 (ISBN 0940839016)
- (en) Forty-Three Septembers: Essays, Firebrand Books, 1993, 196 p. (ISBN 1563410370, présentation en ligne)
- (en) Oral Tradition: Selected Poems Old and New, Firebrand Books, 1995, 80 p. (ISBN 156341063X)
- (en) Don't Explain: Short Fiction, Firebrand Books, 1998, 160 p. (ISBN 156341094X, présentation en ligne)
- (en) avec Eric Garber (éd.), Swords of the Rainbow, Alyson Books, 2000 (1re éd. 1996), 352 p. (ISBN 1555832660)
- (en) The Gilda Stories and Bones & Ash, Quality Paperback Book Club, 2001 (1re éd. 1991), 306 p. (OCLC 48133144)